# Lyle Campbell
Lyle Richard Campbell (Oregon, 22 oktober 1942) is een Amerikaans taalkundige, gespecialiseerd in historische taalkunde en de inheemse talen van Amerika, met name Meso-Amerikaanse talen. Ook houdt hij zich bezig met de Oeraalse talen. Hij doceert sinds 2010 taalkunde aan de Universiteit van Hawaï in Manoa. 

## Leven en werk
Campbell  groeide op in Oregon. Hij haalde een B.A. in archeologie en antropologie in 1966, een M.A. in taalkunde in 1967 (aan de Universiteit van Washington) en een Ph.D. in taalkunde in 1971 (aan de UCLA). Hij houdt zich bezig met historische taalkunde, indiaanse talen, Oeraalse talen, documentatie en revitalisatie van bedreigde talen, typologie en linguïstische antropologie. Campbell heeft meer dan 200 artikelen en 20 boeken geschreven of mede geschreven, waarvan er twee (American Indian languages: The historical linguistics of Native America en Historical Syntax in Cross-Linguistic Perspectives (geschreven met Alice C. Harris)) bekroond zijn met de Leonard Bloomfield Book Award voor het beste boek op taalkundig gebied van de afgelopen twee jaar.
Campbell heeft gedoceerd aan de volgende universiteiten:
- Universiteit van Missouri (1971-1974)
- Staatsuniversiteit van New York te Albany (1974-1989)
- Staatsuniversiteit van Louisiana (1989-1994)
- Universiteit van Canterbury in Christchurch, Nieuw-Zeeland (1994-2004)
- Universiteit van Utah (2004-2010)
- Universiteit van Hawaï in Manoa (2010-heden)

## Gepubliceerde boeken
- Campbell, Lyle & Blair, Robert et al. (1971). Cakchiquel Basic Course. Provo: Peace Corps.
- Campbell, Lyle (1977). Quichean Linguistic Prehistory (University of California Publications in Linguistics, 81). Berkeley: University of California Press.
- Campbell, Lyle et al. (1978). Bibliography of Mayan Languages and Linguistics. Institute for Mesoamerican Studies, Publication 3. SUNY Albany.
- Campbell, Lyle & Mithun, Marianne (Eds.) (1979). The Languages of Native America: An Historical and Comparative Assessment. Austin: University of Texas Press.
- Campbell, Lyle (1980). El Idioma Cacaopera. (Colección Antropología e Historia, 16.)  Administración del patrimonio cultural. San Salvador, El Salvador: Ministerio de Educación, Dirección de publicaciones.
- Campbell, Lyle & Justeson, John (Eds.) (1984). Phoneticism in Mayan Hieroglyphic Writing. (Institute for Mesoamerican Studies, Pub. 9.) SUNY Albany/University of Texas Press.
- Campbell, Lyle et al. (1985). The Foreign Impact of Lowland Mayan Languages and Script. (Middle American Research Institute, publication 53.) New Orleans: Tulane University.
- Campbell, Lyle (1985). The Pipil language of El Salvador. Berlin: Mouton de Gruyter.
- Campbell, Lyle (1988). The Linguistics of Southeast Chiapas. (Papers of the New World Archaeological Foundation, 51.) Provo, Utah.
- Campbell, Lyle & E. Migliazza (1988). Panorama General de las Lenguas Indígenas en las Amerícas. Historia General de América, tomo 10. Instituto Panamericano de Geografía e Historia. Caracas, Venezuela.
- Campbell, Lyle & Harris, Alice C. (1995). Historical syntax in cross-linguistic perspective. Cambridge:  Cambridge University Press. (Winnaar van de Leonard Bloomfield Book Award, 1998.)
- Campbell, Lyle; Mistry, P. J. & Hill, Jane (Eds.) (1997). The Life of Language:  Papers in Linguistics in Honor of William Bright. Berlin: Mouton de Gruyter.
- Campbell, Lyle (1997). American Indian languages: the historical linguistics of Native America. Oxford: Oxford University Press. ISBN 0-19-509427-1. (Winnaar van de Leonard Bloomfield Book Award, 2000)
- Campbell, Lyle (1998). Historical Linguistics: an Introduction. Edinburgh: Edinburgh University Press.
- Campbell, Lyle (1999). Historical Linguistics: an Introduction. Cambridge, MA: MIT Press. (American rights edition of 1998 Edinburgh University Press book.) ISBN 0-262-53267-0.
- Campbell, Lyle (Eds.) (2003). Grammaticalization:  a critical assessment. (Special issue of Language Sciences, vol. 23, numbers 2-3.)
- Campbell, Lyle et al. (2004). New Zealand English: its Origins and Evolution. Cambridge: Cambridge University Press.
- Campbell, Lyle (2004). Historical Linguistics: an Introduction (2nd edition). Edinburgh: Edinburgh University Press, and Cambridge, MA: MIT Press.
- Campbell, Lyle and William J. Poser (2008). Language Classification: History and Method. Cambridge: Cambridge University Press. ISBN 978-0-521-88005-3.

## Bron
- Dit artikel of een eerdere versie ervan is een (gedeeltelijke) vertaling van het artikel Lyle Campbell op de Engelstalige Wikipedia, dat onder de licentie Creative Commons Naamsvermelding/Gelijk delen valt. Zie de bewerkingsgeschiedenis aldaar.